# Ågård (Sydslesvig)
 For alternative betydninger, se Ågård. (Se også artikler, som begynder med Ågård)
Ågård, Aagaard (dansk) eller Augaard (tysk) er en bebyggelse beliggende ved Trenens øvre løb øst for Oversø i det vestlige Angel (Lusangel) i Sydslesvig. Administrativt hører Ågård under Oversø Kommune i Slesvig-Flensborg kreds i den nordtyske delstat Slesvig-Holsten. I kirkelig henseende hører stedet under Oversø Sogn. Sognet lå i Ugle Herred (Flensborg Amt, Sønderjylland), da området tilhørte Danmark.
Ågård er første gang nævnt 1377-1390 (Dipl,Fl.). Forleddet er subst. glda. ā (å) sigtende til beliggenheden ved Trenen. Efterleddet er subst. gård, sandsynligvis i singurlaris.
Ågård var hjemsted for den danske Aagaard Højskole, som dog måtte lukke i 1889, efter at tyskerne forbød al undervisning på dansk. I 1962 blev Ågård sammen med Julskov indlemmet i Oversø Kommune. Nord for Ågård ligger gården Julskov, syd for Ågård på Trenens modsatte side Store Solt Vesterskov. Skellet til nabosognet Store Solt kaldes for Skelkær.